# 17265 Debennett
17265 Debennett este un asteroid din centura principală de asteroizi.

## Descriere
17265 Debennett este un asteroid din centura principală de asteroizi. A fost descoperit pe 6 mai 2000 la Socorro, New Mexico, în cadrul proiectului LINEAR. Asteroidul prezintă o orbită caracterizată de o semiaxă mare de 2,30 ua, o excentricitate de 0,13 și o înclinație de 3,9° în raport cu ecliptica.